# 볼소버구

볼소버구의 위치

볼소버구(영어: Bolsover District)는 잉글랜드 더비셔주에 위치한 비도시 자치구로 중심 도시는 클라운이며 인구는 77,155명(2014년 기준), 면적은 160.3km2이다.